# Padišah
Padišah je naziv v Perzijskem imperiju, ki pomeni  kralja kraljev, cesarja oz. sultana. Naziv so nadeli najbolj priljubljenim in najbolj uspešnim šahom.